# Kansas City Film Critics Circle Award/Beste Regie
Der Kansas City Film Critics Circle Award für die beste Regie ist ein jährlich verliehener Filmpreis des Kansas City Film Critics Circle. Steven Spielberg ist mit sechs Preisen Rekordhalter in dieser Kategorie. Peter Jackson gewann für alle drei Filme der Herr-der-Ringe-Trilogie diesen Preis.

## Preisträger

### 1960er
| Jahr | Sieger                 | Film                      |
| ---- | ---------------------- | ------------------------- |
| 1966 | Federico Fellini       | Julia und die Geister     |
| 1967 | Michelangelo Antonioni | Blowup                    |
| 1968 | Stanley Kubrick        | 2001: Odyssee im Weltraum |
| 1969 | John Schlesinger       | Midnight Cowboy           |

### 1970er
| Jahr | Sieger               | Film                             |
| ---- | -------------------- | -------------------------------- |
| 1970 | Robert Altman        | MASH                             |
| 1971 | Sam Peckinpah        | Wer Gewalt sät                   |
| 1972 | Francis Ford Coppola | Der Pate                         |
| 1973 | Ingmar Bergman       | Schreie und Flüstern             |
| 1974 | Francis Ford Coppola | Der Dialog                       |
| 1974 | Francis Ford Coppola | Der Pate – Teil II               |
| 1975 | Robert Altman        | Nashville                        |
| 1976 | Miloš Forman         | Einer flog über das Kuckucksnest |
| 1977 | Woody Allen          | Der Stadtneurotiker              |
| 1978 | Woody Allen          | Innenleben                       |
| 1979 | Robert Benton        | Kramer gegen Kramer              |

### 1980er
| Jahr | Sieger           | Film                               |
| ---- | ---------------- | ---------------------------------- |
| 1980 | Robert Redford   | Eine ganz normale Familie          |
| 1981 | Sidney Lumet     | Prince of the City                 |
| 1982 | Steven Spielberg | E.T. – Der Außerirdische           |
| 1983 | Philip Kaufman   | Der Stoff, aus dem die Helden sind |
| 1984 | David Lean       | Reise nach Indien                  |
| 1985 | Steven Spielberg | Die Farbe Lila                     |
| 1986 | Oliver Stone     | Platoon                            |
| 1986 | Oliver Stone     | Salvador                           |
| 1987 | Steven Spielberg | Das Reich der Sonne                |
| 1988 | Barry Levinson   | Rain Man                           |
| 1989 | Edward Zwick     | Glory                              |

### 1990er
| Jahr | Sieger            | Film                     |
| ---- | ----------------- | ------------------------ |
| 1990 | Martin Scorsese   | Goodfellas               |
| 1991 | Jonathan Demme    | Das Schweigen der Lämmer |
| 1992 | Clint Eastwood    | Erbarmungslos            |
| 1993 | Steven Spielberg  | Schindlers Liste         |
| 1994 | Quentin Tarantino | Pulp Fiction             |
| 1995 | Ron Howard        | Apollo 13                |
| 1996 | Joel Coen         | Fargo                    |
| 1997 | James Cameron     | Titanic                  |
| 1998 | Steven Spielberg  | Der Soldat James Ryan    |
| 1999 | Sam Mendes        | American Beauty          |

### 2000er
| Jahr | Sieger               | Film                                        |
| ---- | -------------------- | ------------------------------------------- |
| 2000 | Steven Soderbergh    | Traffic – Macht des Kartells                |
| 2001 | Peter Jackson        | Der Herr der Ringe: Die Gefährten           |
| 2002 | Peter Jackson        | Der Herr der Ringe: Die zwei Türme          |
| 2003 | Peter Jackson        | Der Herr der Ringe: Die Rückkehr des Königs |
| 2004 | Martin Scorsese      | Aviator                                     |
| 2005 | Steven Spielberg     | München                                     |
| 2006 | Paul Greengrass      | United 93                                   |
| 2007 | Paul Thomas Anderson | There Will Be Blood                         |
| 2007 | Julian Schnabel      | Schmetterling und Taucherglocke             |
| 2008 | Darren Aronofsky     | The Wrestler                                |
| 2009 | Kathryn Bigelow      | Tödliches Kommando – The Hurt Locker        |

### 2010er
| Jahr | Sieger            | Film                              |
| ---- | ----------------- | --------------------------------- |
| 2010 | Christopher Nolan | Inception                         |
| 2011 | Terrence Malick   | The Tree of Life                  |
| 2012 | Ang Lee           | Life of Pi: Schiffbruch mit Tiger |
| 2013 | Steve McQueen     | 12 Years a Slave                  |
| 2013 | Alfonso Cuarón    | Gravity                           |
| 2014 | Richard Linklater | Boyhood                           |
| 2015 | George Miller     | Mad Max: Fury Road                |